# Mongan Bog SPA
Mongan Bog SPA este o arie protejată (arie de protecție specială avifaunistică — SPA) din Irlanda întinsă pe o suprafață de 129,33 ha, integral pe uscat.

## Localizare
Centrul sitului Mongan Bog SPA este situat la coordonatele 53°19′38″N 7°57′03″W / 53.327324°N 7.95089°V.

## Înființare
Situl Mongan Bog SPA a fost declarat arie de protecție specială avifaunistică în octombrie 1987 pentru a proteja 3 specii de animale.

## Biodiversitate
Situată în ecoregiunea atlantică, aria protejată nu include niciun habitat protejat.
La baza desemnării sitului se află mai multe specii protejate de  păsări (3): Anser albifrons flavirostris, becațină comună (Gallinago gallinago), culic mare (Numenius arquata).
Pe lângă speciile protejate, pe teritoriul sitului au mai fost identificate 1 specie de plante, 1 specie de păsări, 1 specie de amfibieni, 1 specie de mamifere, 5 specii de nevertebrate.